# Duluth, Winnipeg and Pacific Railway
Le Duluth, Winnipeg and Pacific Railway (sigle AAR: DWP) est une compagnie de chemin de fer américaine, filiale du Canadian National Railway (CN), opérant dans le nord du Minnesota.
La vaste réorganisation du réseau du Canadien National qui débuta en 1995, entraîna la disparition du logo et du nom du DWP au profit de ceux du CN. La ligne du DWP sert de liaison pour le CN entre International Falls et Duluth, Minnesota, où il emprunte ensuite l'ancienne ligne du Duluth, Missabe and Iron Range Railway avant de continuer sur celle de l'ancien Wisconsin Central (désormais tous les deux intégrés au CN) jusqu'à Chicago.

## Le rattachement au CN
Le Duluth Virginia and Rainy Lake Railway commençait sa construction en 1901 de Virginia, Minnesota vers Silver Lake quand il se fit racheté par le Canadian Northern Railway (CNoR), qui le rebaptisa Duluth, Rainy Lake and Winnipeg Railway (DRL&W). Lorsque le réseau arriva à International Falls en 1908, il dut construire un pont sur le Rainy River pour passer au Canada à Port Frances (Ontario) et se connecter au réseau principal du Canadian Northern Railway (CNoR) entre Winnipeg, Manitoba et Port Arthur, Ontario.
En 1909, il fut renommé Duluth, Winnipeg and Pacific Railway (DW&P). En 1912 la liaison à Duluth, Minnesota permit une ouverture sur les grands réseaux des États-Unis. La ligne principale du DW&P faisait 267 km et reliat Duluth Junction à Fort Frances (lieu de l'interconnexion avec le CN) à DW&P Junction (où se trouvait la connexion avec le Great Northern Railway). La faillite du CNoR en 1918, obligea le gouvernement canadien à le nationaliser, ce qui donna naissance au Canadien National Railway (CNR). Le DW&P fut conservé car il permettait au CN une importante ouverture sur les États du Midwest. A l'après guerre, la ligne du DW&P fut améliorée pour supporter une augmentation des convois de marchandises, constitués principale de potasse, de bois et de papier.
En 1960 le CNR changea son nom en "Canadian National/Canadien National" (CN) et utilisa une nouvelle livrée et un nouveau logo de type nouille. Au même moment, le DW&P devint simplement DWP et son logo adopta le design "nouille". L'autre filiale américaine du CN, le Grand Trunk Western Railroad subit aussi les mêmes transformations en devenant Grand Trunk avec le logo GT nouille.

## La libéralisation du marché nord américain
DWP commença à jouer un rôle important pour le CN dans les années 1990, avec la libéralisation des échanges d'abord entre le Canada et les États-Unis (Accord de libre-échange canado-américain, ALE) (ou Canada-US Free Trade Agreement FTA), et ensuite avec le Mexique (Accord de libre-échange nord-américain, ALÉNA) (ou North American Free Trade Agreement NAFTA)). Cela contribua à augmenter les exportations du Canada vers le sud, et les importations des États-Unis vers le nord. Le DW&P constituait la voie la plus directe entre le réseau ouest canadien du CN et les grandes compagnies des États-Unis, grâce à une interconnexion à Chicago. Cependant contrairement à son rival le Canadien Pacifique qui utilisait le réseau de sa filiale  américaine Soo Line Railroad, le CN était contraint de permuter avec les chemins de fer américains à Duluth, tel que le Great Northern Railway (futur Burlington Northern Railroad, puis Burlington Northern and Santa Fe Railway), ou le Wisconsin Central Ltd.. Au milieu des années 1990, le CN et le WC conclurent un accord autorisant le WC à acheminer les trains du CN jusqu'à Chicago.
Au cours des années 1993-1994, les filiales américaines DWP et GT furent intégrées au CN qui prit le nom de CN North America (CNNA). Il s'ensuivit un vaste programme de peinture pour effacer les marques DWP et GT. Seule le nom de la holding Grand Trunk Corporation restait sur le papier et les documents légaux. En 1995, le nom CNNA fut remplacé par le Canadian National/Canadien National. Le 28 novembre 1995, le gouvernement fédéral canadien privatisa le CN et ses filiales américaines.
Le 21 octobre 2001, le CN racheta le WC, ce qui lui permit d'encercler la région des Grands Lacs où siègent d'importantes industries. Sur la ligne du CN reliant Winnipeg à Chicago via Fort Frances / International Falls, il ne manquait que les 17 km du Duluth, Missabe and Iron Range Railway (DM&IR) qui assurait la continuité entre le DWP et le WC au niveau de Duluth. Le 10 mai 2004, le CN racheta à Blackstone Group, le Great Lakes Transportation qui possédait entre autres le DM&IR. Le CN grâce au rachat du DWP, du DM&IR et du WC avait enfin le contrôle total de l'axe Winnipeg-Chicago.